# Сарижилга
Сарижи́лга (каз. Сарыжылға) — село у складі Келеського району Туркестанської області Казахстану. Входить до складу Ошактинського сільського округу.
У радянські часи село називалось 60 літ Октября.
Населення — 861 особа (2021; 300 у 2009, 85 у 1999, 411 у 1989).